# Jozef Mikšovský
Jozef Mikšovský (2. září 1913 – květen 1986) byl československý sportovní plavec a pólista slovenské národnosti, účastník olympijských her v roce 1936.
Narodil se v Petržalce do rodiny státního úředníka. Závodnímu plavání a vodnímu pólu se věnoval od roku 1928 ve slovenském sportovním klubu 1. ČsŠK Bratislava (dnešní Slovan) v Bratislavě. Vyučil se strojním zámečníkem a na podzim 1933 narukoval na základní vojenskou službu k 2. automobilovému praporu do Brna a zároveň přestoupil do brněnského klubu ČPK Brno. V roce 1934 měl poprvé startovat na mistrovství Evropy v německém Magdeburgu jako člen týmu vodních pólistů, ale krátce před odjezdem ho vojáci z nominace stáhli pro závody na vojenských hrách (Vojenské závody Malé dohody a Polska) v Bukurešti.
V květnu 1936 přestoupil z ČPK Brno do nového brněnského plaveckého klubu KVS Brno k trenéru Pazourkovi a byl vybrán do týmu vodních pólistů na olympijské hry v Berlíně jako náhradník. Za KVS Brno nastupoval až do jeho sloučení s dalšími kluby a tělovýchovami do závodního podniku ROH Zbrojovky Brno v roce 1948. Jednu sezónu vodního póla odehrál v pražském Dynamo Praha (bývalé SK Slavia Praha).
Civilním zaměstnáním byl do roku 1945 strážníkem dopravní policie v Brně. Po roce 1945 příslušník SNB. Po skončení sportovní kariéry v roce 1951 nadále závodil pro radost na policejních závodech a jako veterán. Působil také jako technický ředitel hokejového klubu Rudá hvězda Brno. V roce 1986 si šel v květnu zaplavat na přehradu. Přecenil však své síly a po výstupu ze studené vody zemřel po srdeční slabosti na infarkt.